# Crocidura nicobarica
Crocidura nicobarica — вид ссавців, що перебуває під загрозою зникнення, і належить до родини Soricidae. Це ендемік острова Великий Нікобар в Індії.